# فرط صوديوم الدم
فرط صوديوم الدم (بالإنجليزية: Hypernatremia)‏ هو اضطراب في شوارد الدم ينتج من جراء ارتفاع تركيز الصوديوم في مصل الدم، إن التركيز الطبيعي لشوارد الصوديوم في مصل الدم هو 140 م مول/ل، ويعتبر طبيعياً ما بقي بين 135 و 145 ميللي مول/ليتر. وهو نفس تركيزه في السائل الخلالي. فرط تركيز الصوديوم هو بالتعريف عندما يتجاوز 145 م مول/ل.
سبب فرط صوديوم الدم هو النقص النسبي لكمية ماء الجسم.
يؤدي فرط الصوديوم إلى زيادة الضغط الحلولي Osmotic pressure للسائل الخلالي (بين الخلايا)، وهذا ما يستدعي خروج الماء من الخلايا وحدوث تجففها (Cellular dehydration)، مما يؤدي لاضطراب وظائفها.
يفقد الجسم الماء من طرق مختلفة، منها التعرق، فقدان غير محسوس للماء عن طريق التنفس، وفي البول. إذا فقد الجسم لكمية كبيرة من الماء- مثل حالة الجفاف ومرض فرط التبول الشبيه بمرض السكري الكاذب- فإن تركيز الصوديوم في مصل الدم يرتفع. نادرا، ما يحدث فرط صوديوم الدم نتيجة لابتلاع كمية كبير من الأملاح، مثل الإفراط في شرب ماء البحر.
في العادة، أي زيادة في تركيز الصوديوم في مصل الدم وإن كانت ضئيلة فإنها تؤدي إلى الشعور بالعطش، وبالتالي يشرب الإنسان المزيد من المياه مما يؤدي إلى تصحيح تركيزه الصوديوم. ولهذا السبب فإن فرط صوديوم الدم غالبا ما يحدث في الرضع، المصابين بالغيبوبة، وكبار السن الذين لا يستطيعون طلب الماء على الرغم من سلامة آلية العطش لديهم.

## أسباب فرط صوديوم الدم
تشمل الأسباب الشائعة:
- نقص حجم الدم:

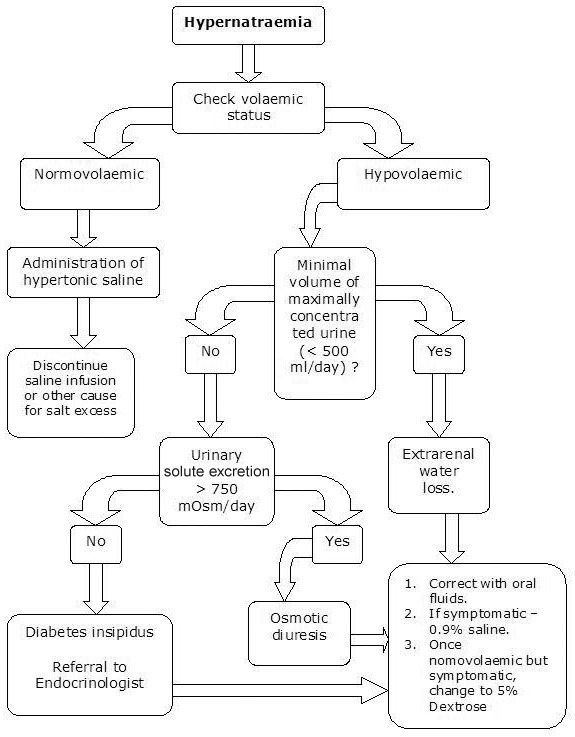
توجيه وإدارة فرط صوديوم الدم

  - عدم كفاية مقدار الماء المتناول، عادة في المرضى كبار السن أو المعاقين الذين لا يستطيعون تناول الكفاية من الماء، أكثر الأسباب شيوعا لفرط صوديوم الدم.
  - فقدان الماء بشكل مفرط للغاية من المسالك البولية، والذي يحدث بسبب البيلة السكرية أو من مدرات البول.
  - فقدان الماء المصاحب للتعرق.
  - إسهال مائي حاد.
- حجم الدم طبيعي:
  - زيادة طرح الماء من الكليتين الناجم عن السكري الكاذب بسبب عدم كفاية إنتاج الهرمون القابض للأوعية (فازوبرسين) من الغدة النخامية، أو بسبب ضعف استجابة الكليتين للهرمون.[7]
- زيادة حجم الدم:
  - تناول سائل مفرط التوتر (تركيز الأملاح فيه أكبر من تركيز الأملاح في الجسم). وهو نادر جدا ويحدث عندما يتناول الشخص كمية كبيرة من بيكربونات الصوديوم أو شرب كمية كبيرة من ماء البحر ذو التوتر المفرط.
  - زيادة كمية القشريات المعدنية (هي مجموعة من الهرمونات الدهنية المشابهة للألدوستيرون ولها نفس التأثير على توازن الماء والأملاح) في بعض الأمراض مثل ألدوستيرونية أولية ومتلازمة كوشينغ.
  - التسمم بالملح[8][9] هو السبب الأكثر شيوعا لدى الأطفال.[10][11] وقد تمت ملاحظته أيضا لدى عدد من البالغين ذوي الأمراض النفسية.[12] قد يحدث ذلك بسبب شرب ماء البحر أو صلصة الصويا.[13]
- العقاقير والأدوية:
  - الاستعمال المفرط لعقار الكورتيزون

## أعراض فرط صوديوم الدم
من أهم الأعراض المشاهدة والتي تظهر على المصاب بفرط صوديوم الدم:
- الإعياء
- العطش،[14] وهو أهم الأعراض.
- الغثيان
- الدخول في غيبوبة والنوبات،[6] بسبب انكماش الخلايا العصبية

الأعراض الحادة ترجع دائما إلى الارتفاع الحاد في تركيز الصوديوم في بلازما الدم.

## العلاج
إن الغاية الأساسية من العلاج هو إرجاع معدلات الماء في الجسم إلى المعدلات الطبيعة، وذلك يكون إما بطريق الفم أو عن طريق الوريد. التسرع المفرط في إعادة تركيز الصوديوم إلى القيم الطبيعة خطيرا جدا ولا سيما على الدماغ. حيث أن تخفيض تركيز الصوديوم بسرعة عن طريق الماء قد يؤدي تدفق الماء إلى خلايا المخ وبسبب لهم الانتفاخ، وعندئذ يحث ما يعرف بوذمة المخ مما قد يسبب تلف الدماغ أو الوفاة. ولهذا يجب أن تراعى هذه الحالات بعناية كبيرة من قبل الأطباء.